# Kængurugitter
 For alternative betydninger, se Gitter.
Et kængurugitter eller bullbar er et metalgitter, der er monteret foran på en bil eller lastbil (ses ofte på firehjulstrækkere) som en forstærkning af kofangeren. Formålet er at beskytte motoren og køleren ved en kollision med blandt andet dyr og træer.
Kængurugitteret har sit oprindelse i Australien, hvor man ofte bruger udtjente vandrør, jernbjælker eller andet skrot, som man svejser sammen til en havelågelignende jernkonstruktion.
Kængurugitter er ulovligt at eftermontere i blandt andet Danmark, Dette gælder kun køretøjer der er registeret første gang efter d. 02.02.2002. Køretøjer, der er registeret første gang før 02.02.2002, må fortsat gerne bruge og/eller eftermontere kængurugitter.